# Mont Song

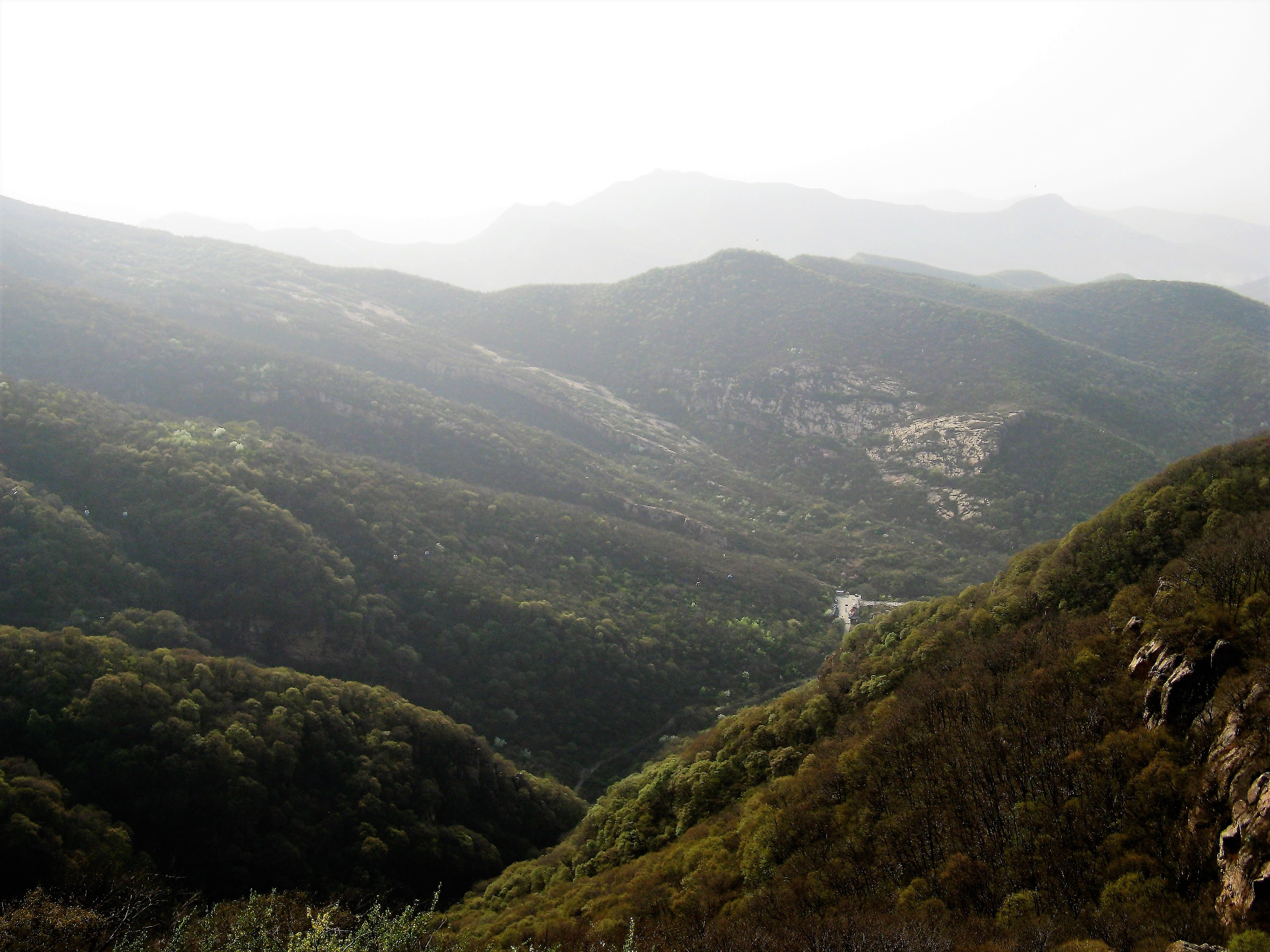
Vista de la base de la muntanya Song des de Tiantai

El mont Song o Songshan (xinès: 嵩山; pinyin: Sōng Shān) és una de les cinc muntanyes sagrades del taoisme. Està situada a la província de Henan, a la ribera sud del riu Groc. Com les altres muntanyes taoistes, és en realitat un conjunt de muntanyes que, en aquest cas, assoleixen els 1.500 m.
Songshan és la muntanya central de les cinc muntanyes taoistes. Les altres conformen els quatre punts cardinals. És la central per la seva posició geogràfica i per ser la més visitada pels emperadors. Als seus peus hi ha la ciutat de Dengfeng, que conté nou llocs considerats Patrimoni de la Humanitat per la UNESCO.

## El geoparc
En aquest lloc hi ha també un geoparc (el Songshan Stratigraphic Structure National Geopark) pertanyent a un programa de la UNESCO creat per conservar llocs d'interès geològic. En aquest cas, la unió de tres orogènesis: Songyang, de 2.500 milions d'anys; Zhingyue, de 1.850 milions d'anys, i Shaolin, de 570 milions d'anys.

## Els temples
La muntanya Song i la seva rodalia són populars pels seus temples budistes i taoistes. Destaca sobretot un famós monestir budista, el temple de Shaolin, considerat lloc de naixement del budisme zen. Conté a part d'això la col·lecció de stupes més gran de la Xina. Aquí es va instal·lar el primer patriarca del temple Shaolin, el monjo indi Batuo, en l'honor del qual l'emperador Xiaowen de Wei del Nord va construir aquest temple el 495.
També hi ha el temple taoista de Zhongyue, un dels primers temples taoistes del país. Tant aquest com el temple Shaolin són Patrimoni Mundial.